# Thống nhất Trung Quốc
Thống nhất Trung Quốc, cụ thể hơn là thống nhất xuyên eo biển, là một khái niệm của Trung Quốc để chỉ việc thống nhất Trung Quốc đại lục (Cộng hòa Nhân dân Trung Hoa - PRC) và Đài Loan (Trung Hoa Dân Quốc) thành một quốc gia có chủ quyền duy nhất của tất cả dân tộc Trung Hoa, khi hai bờ đang bị chia cắt từ cuối năm 1949 sau Nội chiến Trung Quốc. Thuật ngữ này được phát triển vào những năm 1970 như là một phần trong chiến lược của Đảng Cộng sản Trung Quốc nhằm giải quyết "Vấn đề Đài Loan", khi Trung Quốc đại lục bắt đầu bình thường hóa quan hệ đối ngoại với một số quốc gia bao gồm Hoa Kỳ  và Nhật Bản. Năm 1979, Đại hội Nhân dân Trung Quốc đã công bố Thông điệp của người đồng hương tại Đài Loan (告台湾同胞书) bao gồm thuật ngữ "thống nhất Trung Quốc" là một lý tưởng cho các mối quan hệ xuyên eo biển. Năm 1981, Chủ tịch Ủy ban Thường vụ Quốc hội Nhân dân Diệp Kiếm Anh đã công bố "Chín chính sách" của Trung Quốc về quan hệ xuyên eo biển, với "Thống nhất hòa bình Trung Quốc" (祖国和平统一) là chính sách đầu tiên. Kể từ đó, "Một quốc gia, hai chế độ; Thống nhất Trung Quốc" đã được nhấn mạnh tại các kỳ Đại hội đại biểu Toàn quốc Đảng Cộng sản Trung Quốc như là nguyên tắc đối với Hồng Kông, Ma Cao và Đài Loan; "Một quốc gia, hai chế độ" nói về chính sách của Trung Quốc đối với Hồng Kông và Macao thời hậu thuộc địa, và "Thống nhất Trung Quốc" nói về quan hệ với Đài Loan.
Trung Hoa Dân Quốc được thành lập vào năm 1912 và có chủ quyền trên toàn Trung Quốc đại lục, sau khi thay thế nhà Thanh. Vào thời điểm đó, Đài Loan là một phần của Đế quốc Nhật Bản (do nhà Thanh phải cắt nhượng cho Nhật Bản sau bại trận trong Chiến tranh Thanh - Nhật 1895). Năm 1945, Nhật Bản bại trận trong Thế chiến II và phải trao trả chủ quyền Đài Loan cho Trung Hoa Dân Quốc. Trong những năm cuối của Nội chiến Trung Quốc (1946-1949), Trung Hoa Dân Quốc đã mất Trung Quốc đại lục vào tay Đảng Cộng sản Trung Quốc (CPC), và chuyển chính phủ của mình sang Đài Loan. CPC đã thành lập ra nước Cộng hòa Nhân dân Trung Hoa trên lãnh thổ Đại lục vào năm 1949. Chính quyền Đài Loan vẫn tuyên bố chủ quyền trên toàn Trung Quốc đại lục và nuôi tham vọng thu hồi lại đại lục.
Chính phủ Trung Quốc tuyên bố rằng Đài Loan là một "tỉnh ly khai" của Trung Quốc và việc khôi phục hòn đảo này là ưu tiên cao.Chính phủ Trung Quốc đã thiết lập chính sách Một Trung Quốc để làm rõ ý định của mình, và đe dọa sẽ tấn công Đài Loan nếu việc thống nhất hòa bình là không thể. Chính phủ Đài Loan (tức Trung Hoa Dân Quốc) cũng ủng hộ thống nhất, nhưng tuyên bố của họ về một Trung Quốc thống nhất là khác biệt hoàn toàn, theo đó Trung Quốc thống nhất phải nằm dưới sự lãnh đạo của Trung Hoa Dân Quốc chứ không phải Cộng hòa Nhân dân Trung Hoa.
Phần lớn người dân Đài Loan ngày nay phản đối việc gia nhập Cộng hòa Nhân dân Trung Hoa vì nhiều lý do, bao gồm lo ngại về nhân quyền, do chống cộng và chủ nghĩa dân tộc của Đài Loan. Những người này ủng hộ duy trì hiện trạng chính phủ Trung Hoa Dân Quốc quản lý Đài Loan, hoặc đi xa hơn là theo đuổi việc độc lập của Đài Loan. Hiến pháp Trung Hoa Dân Quốc quy định rằng lãnh thổ của nó bao gồm cả đại lục, nhưng chính sách chính thức của chính phủ Trung Hoa Dân Quốc phụ thuộc vào liên minh đảng phái nào hiện đang nắm quyền. Liên minh Pan-blue, bao gồm Quốc dân Đảng (KMT), Đảng Dân Tiến và Đảng mới chủ trương là sẽ kết hợp đại lục vào Trung Hoa Dân Quốc, trong khi quan điểm của Liên minh Pan-Green, bao gồm Đảng Tiến bộ Dân chủ (DPP) và Liên minh Đoàn kết Đài Loan, là theo đuổi nền độc lập của Đài Loan dù bị Trung Quốc đại lục phản đối kịch liệt.